# La Esmeralda, 1879
La Esmeralda, 1879 es una película chilena sobre el combate naval de Iquique, que tuvo lugar el 21 de mayo de 1879 en la rada de Iquique, la cual está ubicada en la región de Tarapacá. Dirigida por Elías Llanos, fue estrenada el 20 de mayo de 2010, después de cuatro años de grabaciones (2005-2009).
El filme contó con la participación de alrededor de mil personas, entre ellas 500 extras. Se gastó 12 millones de dólares y fue financiado por la Armada de Chile, la familia Luksic y otras empresas, convirtiéndose en el más caro en la historia del cine chileno.
Se requirió de la creación de dos sets flotantes de los buques corbeta Esmeralda y monitor Huáscar que tardaron un año en construirse, además de sofisticados sets en tierra.
En la película se ignora completamente a los otros dos buques que se enfrentaron en el combate naval de Punta Gruesa: la fragata Independencia y la goleta Covadonga.
La película está basada en los recuerdos del comandante Wenceslao Vargas, el último sobreviviente de la Esmeralda (en la que entonces era un simple grumete), quien relata la cotidianeidad de la vida de a bordo previo al combate naval, sin mayores novedades que la que podía ser una tensa espera; no obstante, la película refleja con gran veracidad el combate mismo, siendo algunas escenas notables, como son, entre otras, el estallido de las calderas de la Esmeralda, el clima dantesco en el puente durante la batalla y el hundimiento final de la nave.

## Reparto
- Jaime Omeñaca como el capitán Arturo Prat.
- Fernando Godoy como el grumete Wenceslao Vargas.
- Víctor Rojas como comandante Wenceslao Vargas.
- Francisca Opazo como Carmela Carvajal, esposa de Prat.
- Roberto Prieto como el comandante Miguel Grau.
- Ariel Mateluna como el grumete Gaspar Cabrales.
- Víctor Montero como el teniente Luis Uribe.
- Maximiliano Vivanco como el grumete José Amigo.
- Andrés Reyes como el guardiamarina Vicente Zegers.
- Renato Münster como el comandante Bassi.
- Nicolás Poblete como el guardiamarina Ernesto Riquelme.
- Marcelo Valdivieso como el teniente Ignacio Serrano.
- Marcelo Tarud como el teniente Antonio Hurtado.
- Andrés San Martín como Francisco Sánchez Alvarajedo.
- Juan Cortés como Francisco Sánchez Alvarajedo (combate).
- Tauro Berastegui como el guardiamarina Arturo Wilson Navarrete.
- Adrián Tomasevski como el guardiamarina Arturo Fernández Vial.
- Cristián Hidalgo como el guardiamarina Eduardo Hyatt.
- Marcelo Maldonado como el sargento 2° Juan de Dios Aldea.
- Ignacio Achurra como el cirujano Francisco Guzmán.
- Rafael Prieto como el cabo 2° Crispín Reyes.
- Juan Pablo Maturana como el grumete Pantaleón Cortés.
- Rodrigo Muñoz como el fogonero Pedro Estamatópoli Mascobeli.
- Jorge Antesana como Fogonero 1.
- Julio Silva como Fogonero 2.
- Eric Kleinsteuber como el fogonero Alejandro Horvath.

## Otros datos y controversias
Wenceslao Vargas fue el último marinero en enrolarse en la corbeta y el último tripulante de la Esmeralda en morir en 1958 a los 97 años, en Valparaíso. 
El coste por construir las réplicas del Huáscar y la Esmeralda alcanzó los US$ 3 millones. 
El Consejo de Calificación Cinematográfica, del Ministerio de Educación de Chile, junto con catalogar la película para todo espectador, no le reconoció su carácter de educativa, pese a que reproduce la gesta de Arturo Prat y sus tripulantes en el combate naval de Iquique; esta decisión asombró al director, Elías Llanos, quien la lamentó y dijo no comprenderla. "La verdad es que no me esperaba una cosa así", manifestó.
La réplica de la corbeta Esmeralda realmente se iba hundiendo al rodar los espolonazos del Huáscar.
En 2007 hubo un pequeño altercado entre chilenos con políticos peruanos a raíz de una supuesta réplica que Chile haría sobre del Huáscar. Los ánimos se calmaron después de que quedara claro que la réplica era en realidad un set flotante de dicho buque junto con otro de la corbeta Esmeralda, que serían usados para esta película, para recrear el combate naval de Iquique.
El altercado revivió a fines de 2009 al saberse que el alcalde de Mejillones, la ciudad frente a la cual se desarrolló el combate de Angamos en el que se capturó al Huáscar, deseaba adquirir el set flotante (estrictamente hablando no era una réplica, porque carecía de todo detalle interno; era básicamente una cáscara semejante al monitor peruano) para convertirlo en museo. Finalmente, la idea no prosperó debido al alto costo que ello implicaba (para empezar, había que recrear las instalaciones interiores del Huáscar).
En cierta escena durante el combate, uno de los vigías cae del mástil, momento en que se escucha el grito de Wilhelm.